# Gnathophis umbrellabius
Gnathophis umbrellabius és una espècie de peix pertanyent a la família dels còngrids.

## Descripció
- Pot arribar a fer 45 cm de llargària màxima.[3][4]

## Hàbitat
És un peix marí, demersal i de clima tropical que viu entre 12 i 366 m de fondària a la plataforma continental.

## Distribució geogràfica
Es troba al Pacífic sud-occidental: Austràlia (incloent-hi l'illa Norfolk), Nova Zelanda (incloent-hi les illes Kermadec) i Papua Nova Guinea.

## Observacions
És inofensiu per als humans.